# Národní památník Alžírské války a bojů v Maroku a Tunisku
Národní památník Alžírské války a bojů v Maroku a Tunisku (francouzsky Mémorial national de la guerre d'Algérie et des combats du Maroc et de la Tunisie) je památník v Paříži věnovaný obětem bojů za nezávislost v Severní Africe v letech 1952-1962. Jedná se o válečné konflikty v tzv. francouzských departementech Alžírsko a Sahara, které se souhrnně nazývají Alžírská válka (1954-1962) a konflikty ve Francouzském protektorátu Maroko a Francouzském protektorátu Tunisko (1952-1956 a 1961). Pomník připomíná 23 000 padlých vojáků na straně Francie a také civilní oběti. Nachází se na Quai Branly v 7. obvodu nedaleko Eiffelovy věže.
Pomník odhalil 5. prosince 2002 francouzský prezident Jacques Chirac, za účasti ministryně obrany Michèle Alliot-Marie a státního sekretáře veteránů Hamlaoui Mekachery. V roce 2003 byl u příležitosti výročí odhalení pomníku zvolen 5. prosinec jako národní den památky mrtvých během Alžírské války a bojů v Maroku a Tunisku.

## Popis
Autorem památníku je francouzský umělec Gérard Collin-Thiébaut. Skládá se ze tří elektronických displejů vložených do tří svislých sloupů o výšce 5,85 m. Na displejích se v barvách francouzské vlajky zobrazují informace o lidech a událostech:
- Na prvním sloupu se zobrazují jména 23 000 vojáků padlých za Francii v Severní Africe.
- Na druhém sloupu probíhají informace týkající se Alžírské války a jména těch, kteří zmizeli po příměří. Dne 26. března 2010 rozhodl francouzský prezident doplnit na tento sloup jména civilních obětí z manifestace v Alžíru dne 26. března 1962.
- Na třetím sloupu si mohou návštěvníci díky využití interaktivního kiosku umístěného u památníku zobrazit jméno některého vojáka ze seznamu.

Na základně památníku je vyryto: À la mémoire des combattants morts pour la France lors de la guerre d'Algérie et des combats du Maroc et de la Tunisie, et à celle de tous les membres des forces supplétives, tués après le cessez-le-feu en Algérie, dont beaucoup n'ont pas été identifiés. (Na památku bojovníků, kteří zemřeli pro Francii během Alžírské války a bojů v Maroku a v Tunisku, a všech členů pomocných sil zabitých po příměří v Alžírsku, z nichž mnoho nebylo identifikováno.)
Součástí je i pamětní deska s textem: La Nation associe les personnes disparues et les populations civiles victimes de massacres ou d'exactions commis durant la guerre d'Algérie et après le 19 mars 1962 en violation des accords d'Évian, ainsi que les victimes civiles des combats du Maroc et de Tunisie, à l'hommage rendu aux combattants morts pour la France en Afrique du Nord. (Národ sdružuje pohřešované osoby a civilní oběti masakrů a násilí spáchaného během Alžírské války a po 19. březnu 1962 v rozporu s dohodami z Evianu, stejně jako civilní oběti bojů v Maroku a Tunisku, vzdává poctu bojovníkům, kteří zemřeli pro Francii v Severní Africe.)